# Chuyến bay 3407 của Continental Airlines
Colgan Air Flight 3407, hay Continental Connection Flight 3407, là một chuyến bay của hãng Continental Airlines.
Sau khi liên lạc lần cuối vào lúc 10:11 giờ tối EST ngày 12-2-2009 (03:11 ngày 13 tháng 2 giờ UTC), máy bay đâm vào một ngôi nhà ở Đông Bắc Buffalo ngoại ô Trung tâm Clarence làm tất cả mọi người trên máy bay chết. Tổng cộng 50 người đã chết bao gồm 2 phi công, 2 tiếp viên, 45 hành khách khác và 1 người trong căn nhà. Phi hành đoàn đã không thông báo tình trạng khẩn cấp khi tai nạn xảy ra. Đây là tai nạn nghiêm trọng đầu tiên của một máy bay thương mại ở Mỹ từ vụ tai nạn của chuyến bay 191 Comair vào tháng 8 năm 2006.